# Boek van de Song
Het Boek van de Song of Songshu is het zesde boek uit de Vierentwintig Geschiedenissen, de reeks officiële geschiedenissen van Chinese keizerlijke dynastieën. De uiteindelijke samensteller was Shen Yue (441-513), die het boek in 488 aanbood aan de troon. Hij kon daarbij gebruik maken van werk dat eerder door andere historici was verricht. Songshu beschrijft de geschiedenis van de Liu Song-dynastie (420-479), een van de Zuidelijke Dynastieën.

## Ontstaan
Reeds onder de Song zelf werd besloten een geschiedenis van de eigen dynastie samen te stellen. In 439 kreeg He Chengtian (何承天, 370–447), een expert in muziek en astrologie/astronomie, de keizerlijke opdracht de benji (annalen) van keizer Wu, de stichter van de dynastie en de liezhuan (biografieën) van belangrijke personen die in zijn dienst waren geweest, samen te stellen. Ook stelde hij de zhi (verhandelingen) over astronomie (tianwen, 天文) en over harmonie (lü, 律) samen. Het werk werd na zijn dood voortgezet door Shan Qianzhi (山謙之, fl. 440–456), Su Baosheng (蘇寶生, †458) en vanaf 462 Xu Yuan (徐爰, 394–475). Toen die overleed was de beschrijving van de geschiedenis gevorderd tot het jaar 464. Door de politieke onrust lag het werk vervolgens stil tot na de machtsovername door de Zuidelijke Qi-dynastie in 479.
In de lente van 487 gaf keizer Wu (r.482-493) opdracht aan Shen Yue (441-513) de geschiedenis van de Song te voltooien. Die behoorde tot de belangrijkste letterkundigen van zijn tijd en was sinds 482 als optekenaar (zhuzuo lang, 著作郎) verantwoordelijk voor het noteren van de dagelijkse uitspraken en daden van de keizer in de Dagboeken van activiteit en rust. Hij nam de versie van Xu Yuan als uitgangspunt en voegde nieuw materiaal toe voor de periode 465-479, die niet door zijn voorganger was beschreven. Verder herschreef hij de biografieën van Zang Zhi (臧質, †454, juan 74), Lu Shuang (魯爽, †454, juan 74) en Wang Sengda (王僧達, 423–458, juan 75) die door de Song-keizer Xiaowu (r.453-464) waren samengesteld, maar die ook op zijn bevel waren terechtgesteld. Shen Yue beschouwde de oorspronkelijke versies van deze biografieën als incorrecte optekeningen. De biografieën van dertien personen die onder de Oostelijke Jin-dynastie (317-420) en niet onder de Song werkzaam waren geweest, werden verwijderd. Ook moest vanwege de dynastieke wissel het gehele werk worden herzien op de gebruikte terminologie voor functies en op taboe-namen (hui, 諱). 
Van sommige onderdelen is het zeker dat ze van de hand van Shen Yue zijn. Zo is de biografie van Xie Lingyun (謝靈運, 385~433, juan 67) niet alleen een biografie, maar vooral een historisch overzicht van de Chinese literatuur, waarbij Shen Yue ook zijn eigen literatuuropvattingen weergaf. Opvallend is verder het grote aantal biografieën van letterkundigen en van militairen die niet tot de hoofdstedelijke elite behoorden. Ook vier collectieve biografieën (van personen met kinderlijke gehoorzaamheid (juan 91), oprechte beambten (juan 92), geleerden die zich hebben teruggetrokken (juan 93) en keizerlijke gunstelingen (juan 94) en berichten over gebeurtenissen in de staat van de Noordelijke Wei-dynastie (386-534) en bij diverse volkeren uit het noorden en zuiden zijn van zijn hand. Shen Yue schreef voor veel juan een beoordeling (zanlun, 攢論) in kwalitatief hoogstaand proza. Ze zijn herkenbaar aan de openingszin: "Uw dienaar de historicus zegt" (shichen yue, 史臣曰). Voor sommige verhandelingen schreef hij ook een nawoord (xu, 序).
In 488, nauwelijks een jaar na de opdracht, overhandigde Shen Yue een versie met 70 juan aan annalen en biografieën. Het memorandum waarmee dit werk aan de keizer werd gepresenteerd is opgenomen in juan 100, zijn autobiografie in Songshu.

## Na de presentatie

### Verhandelingen
Shen Yue bleef na de presentatie doorwerken aan de verhandelingen en probeerde die zo volledig mogelijk te maken door er ook historische gebeurtenissen uit de Wei- (220–265) en Jin-dynastie (265-420) bij te betrekken. Shen Yue is zeker de samensteller geweest van de verhandelingen over voortekens (furui, 符瑞), de vijf elementen (Wuxing, 五行) en muziek (Yue, 樂). Met name die laatste is bijzonder uitgebreid. Shen Yue verzamelde teksten van liederen in de yuefu-stijl, die vanaf de Han-dynastie zowel aan het hof als door het volk werden gezongen en besloeg zo de gehele periode 206 v.Chr.-502 na Chr. Verder bevatte zijn verhandeling een gedetailleerde beschrijving van muziekinstrumenten, geordend naar het materiaal waar ze van waren gemaakt. De definitieve versie van Songshu in 100 juan moet tussen 494 en 502 tot stand zijn gekomen.

### Kritiek
Het werk is door latere generaties bekritiseerd. Zo was er volgens de historicus Liu Zhiji (661-721) uit de Tang-tijd in de verhandelingen te veel aandacht voor zaken die niet in een dynastieke geschiedenis thuishoorden, zoals voortekens, astrologie en de vijf fasen. Verder had Shen Yue te veel nadruk gelegd op literair taalgebruik, terwijl het meer om de inhoud had moeten gaan.
Zhao Yi (1727-1761, 趙翼), een expert voor dynastieke geschiedschrijving uit de Mantsjoe-tijd twijfelde aan een herziening van het volledige werk door Shen Yue. De tijd tussen opdracht (487) en presentatie (488) was daar eenvoudig te kort voor. Het gedeelte dat zijn voorganger Xu Yuan had samengesteld kan daarom uitsluitend door hemzelf zijn bewerkt. Verder had Zhao Yi bezwaar tegen de ontwijkende manier waarop sommige gebeurtenissen waren beschreven. Zo beschouwde Zhao Yi de moord op keizer Gong, de laatste Jin-heerser in 422, ruim een jaar na zijn afreden als een boosaardige en wrede daad door Liu Yu, de stichter van de Liu Song-dynastie. Daarentegen beschreef Shen Yue uitsluitend de correcte begrafenisrituelen die de Song-keizer had gevolgd, waardoor het leek dat keizer Gong op natuurlijke wijze was overleden. 

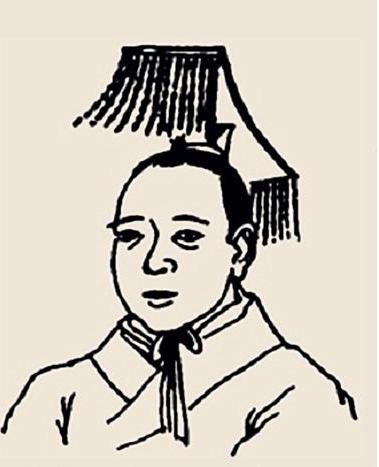
Portret van keizer Houfei.

Ook de moord op keizer Houfei en keizer Shun, de laatste twee keizers van de Liu Song-dynastie werd ontwijkend beschreven. De beide keizers waren door Xiao Daocheng, stichter van de Zuidelijke Qi-dynastie (479–502) als jonge jongens op de troon gezet om als marionet te fungeren totdat hij in 479 zelf de macht overnam. De moord in 477 op de veertienjarige Houfeidi beschreef Shen Yue als het logische gevolg van het volledig ontbreken van principes (wudao, 無道) bij de jonge keizer, zodat de moord (Shen Yue gebruikt zhan, 斬, onthoofding, hij werd gedood in zijn slaap) volgens Xiao Daocheng een te rechtvaardigen beslissing was. Shen Yue schreef dat "de koning van Qi zo gehoorzaamde aan de wil van de Hemel" (齊王順天, Qiwang shuntian). De moord in 479 op de bijna twaalfjarige Shundi (13 sui) gebeurde een half jaar nadat hij gedwongen was af te treden. Shen Yue schreef slechts dat hij was overleden (cu, 殂), voorafgegaan door een citaat uit het Boek der Documenten (2.2.13): "Uw door de Hemel geschonken middelen voor eeuwig uitgeput raken" (Tian lu yong zhong, 天祿永終). Zhao Yi kon zijn kritiek 1300 jaar later makkelijker uiten dan Shen Yue, die immers zelf in dienst was van keizer Wu, de oudste zoon en opvolger van de direct betrokken Xiao Daocheng.
Shen Yue ontweek in zijn werk eveneens een beschrijving van de rol die zijn familieleden onder de Liu Song hebben gespeeld. Zijn grootvader Shen Linzi (沈林子, 377-422) en zijn oudoom Shen Tianzi (沈田子, 383-418) waren twee legerleiders die een belangrijk aandeel hadden geleverd in de strijd tegen enkele van de Zestien Koninkrijken en de Noordelijke Wei. In het betreffende hoofdstuk (juan 95) worden ze echter niet vermeld. Hun biografie is onderdeel van de autobiografie van Shen Yue (juan 100). Ook de rol van zijn vader, Shen Pu (沈璞, 416–453) bij de mislukte machtsovername door kroonprins Liu Shao in 453 blijft onbelicht. Dit moet voor Shen Yue een delicate kwestie zijn geweest, omdat met de kroonprins ook zijn vader als een van de betrokkenen werd geëxecuteerd.
De historicus Pei Ziye (裴子野, 471-532) heeft een samenvatting gemaakt van Songshu. Het werk staat als Songlüe (宋略, 20 juan) vermeld in het bibliografisch hoofdstuk van het Boek van de Sui. Pei Ziye kwam uit een bekende familie van historici, zijn grootvader Pei Yin (fl.438) had een commentaar op Shiji geschreven en zijn overgrootvader Pei Songzhi (372–451) een belangrijke aanvulling op de Kroniek van de Drie Rijken. 
Tijdens de Song-dynastie (960-1279) zijn enkele onderdelen van Songshu verloren geraakt. Zo ontbraken er delen van de biografieën van Zhao Lunzhi (趙倫之, juan 46) en Xie Lingyun (385-433, juan 67) en was die van Dao Yanzhi (到彥之, juan 46) geheel verdwenen. Keizer Renzong (r.1010-1063) gaf opdracht het werk aan te vullen. Daarvoor werd vooral gebruik gemaakt van de Geschiedenis van het Zuiden, een andere dynastieke geschiedenis.

## Inhoud
Songshu bevat 100 juan en volgt de indeling van Shiji en Hanshu:
| dynastieke geschiedenis | benji (annalen) | shijia (erfelijke geslachten | biao (tabellen) | shu (verhandelingen) | liezhuan (biografieën) | Totaal aantal juan |
| ----------------------- | --------------- | ---------------------------- | --------------- | -------------------- | ---------------------- | ------------------ |
| Songshu                 | 10              | -                            | -               | 30                   | 60                     | 100                |

### Annalen
Ji (紀, annalen), 10 juan. Keizerlijke biografieën in strikt annalistische vorm die een chronologisch overzicht bieden van de belangrijkste gebeurtenissen, bezien vanuit het keizerlijke hof. De eerste drie juan zijn voor de stichter van de dynastie, de overige zeven juan beschrijven elk een van de overige legitieme keizers van de Liu Song. Van Liu Shao (劉劭), die in 453 na de moord op zijn vader kort keizer was, zijn geen annalen opgenomen. Hij werd niet gezien als een legitieme keizer. Zijn biografie bevindt zich, als vadermoordenaar pas in juan 99, aan het einde van Songshu.
Juan 1-10:
| juan     | Titel              | Vertaling                   | Opmerkingen |
| -------- | ------------------ | --------------------------- | --- |
| 1. 2. 3. | Wudi (武帝)        | keizer Wu                   | Annalen van keizer Wu (劉宋武帝, r.420-422). Bedoeld is Liu Yu (劉裕, 363-422), eerste keizer van de (Liu) Song. Tempelnaam Gaozu (宋祖). |
| 4.       | Shaodi (少帝)      | de jonge keizer             | Annalen van keizer Shao (劉宋少帝, r.422-423). Bedoeld is Liu Yifu (劉義符, 406-424). Geen tempelnaam.                                    |
| 5.       | Wendi (文帝)       | keizer Wen                  | Annalen van keizer Wen (劉宋文帝, r.424-453). Bedoeld is Liu Yilong (劉義隆, 407-453). Tempelnaam Taizu (太祖).                           |
| 6.       | Xiaowudi (孝武帝)  | keizer Xiaowu               | Annalen van keizer Xiaowu (劉宋孝武, r.453-464). Bedoeld is Liu Jun (劉駿, 430-464). Tempelnaam Shizu (世祖).                             |
| 7.       | Qianfeidi (前廢帝) | de eerdere afgezette keizer | Annalen van keizer Qianfei (劉宋前廢帝, r.464-465). Bedoeld is Liu Ziye (劉子業, 449-466). Geen tempelnaam.                               |
| 8.       | Mingdi (明帝)      | keizer Ming                 | Annalen van keizer Ming (劉宋明帝, r.465-472). Bedoeld is Liu Yu (劉彧, 439-472). Tempelnaam Taizong (太宗).                              |
| 9.       | Houfeidi (後廢帝)  | de latere afgezette keizer  | Annalen van keizer Houfei (劉宋後廢帝, r.472-477). Bedoeld is Liu Yu (劉昱, 463-477). Geen tempelnaam.                                    |
| 10.      | Shundi (順帝)      | keizer Shun                 | Annalen van keizer Shun (劉宋順帝, r.477-479). Bedoeld is Liu Zhun (劉準, 467-479). Geen tempelnaam.                                      |

### Verhandelingen
Zhi (志, verhandelingen). Er worden acht gebieden van staatsbemoeienis omschreven. Oorspronkelijk kwamen de verhandelingen pas na de biografieën. De verhandelingen over harmonie (lü) en astronomie (tianwen) zijn samengesteld door He Chengtian (370–447). Die over voortekens (furui), de vijf elementen (Wu Xing) en muziek (yue) zijn samengesteld door Shen Yue. In omvang beslaan de verhandelingen ruim de helft van de gehele Songshu, vergeleken met de andere dynastieke geschiedenissen is dit uitzonderlijk groot.
Juan 11-40:
| juan                | Titel                | Vertaling                                                 | Opmerkingen |
| ------------------- | -------------------- | --------------------------------------------------------- | --- |
| 11. 12. 13.         | lüli zhi (律曆志)    | verhandeling over toonhoogtebuizen en de hemelse systemen | Bedoeld worden metrologie, toonordening en de kalender (de berekenbare astronomie). |
| 14. 15. 16. 17. 18. | li zhi (禮志)        | verhandeling over de riten                                | |
| 19. 20. 21. 22.     | yue zhi (樂志)       | verhandeling over muziek                                  | Bevat teksten van liederen in de yuefu-stijl, die in de periode 206 v.Chr.-502 na Chr. zowel aan het hof als door het volk werden gezongen. Verder is er een gedetailleerde beschrijving van muziekinstrumenten. |
| 23. 24. 25. 26.     | tianwen zhi (天文志) | verhandeling over de hemelse patronen                     | Bedoeld is op waarzeggerij gebaseerde astrologie. |
| 27. 28. 29.         | furui zhi (符瑞志)   | verhandeling over voortekens                              | |
| 30. 31. 32. 33. 34. | wuxing zhi (五行志)  | verhandeling over de vijf elementen                       | Wu Xing |
| 35. 36. 37. 38.     | zhoujun zhi (州郡志) | verhandeling over provincies en prefecturen               | Bedoeld is bestuurlijke geografie, de organisatie van het lokaal bestuur. |
| 39. 40.             | baiguan zhi (百官志) | verhandeling over de honderd staatsfuncties               | Bedoeld is de bureaucratie |

### Exemplarische overleveringen
Liezhuan (列傳, exemplarische overleveringen, vaak aangeduid als biografieën), 60 juan. Biografieën van belangrijke personen. De biografie beperkte zich tot het beschrijven van gebeurtenissen die het exemplarische karakter van de betreffende persoon duidelijk moesten maken. In juan 41 worden keizerinnen en keizerlijke concubines beschreven. In juan 51 gebeurt hetzelfde voor leden van de keizerlijke familie, net als in juan 61, 68, 72, 79, 80 en 90. Verder zijn er een groot aantal individuele biografieën. Vanaf juan 91 zijn er collectieve biografieën, waarbij de beschreven personen in categorieën zijn geplaatst. Juan 95-98 beschrijven de relaties met de buurstaten, in juan 99 staan biografieën van Liu Shao en andere deelnemers aan de mislukte machtsgreep van 453. Het laatste hoofdstuk, juan 100 vormt het nawoord met een autobiografie van samensteller Shen Yue.
Juan 41-100:
| juan | Titel                                                                                                 | Vertaling                                                                  | Opmerkingen |
| ---- | --- | -------------------------------------------------------------------------- | --- |
| 41.  | houfei liezhuan (后妃 列傳)                                                                           | biografieën van keizerinnen en concubines                                  | Genoemd worden: - Xiaomu Zhao huanghou (孝穆趙皇后). Persoonsnaam: Zhao Anzong (趙安宗, 343-363), echtgenote van Liu Qiao (劉翹, postuum keizer Xiaomu, 孝穆皇帝) en moeder van keizer Wu, de stichter van de Liu Song-dynastie. Zij ontving van hem postuum de titel keizerin Xiaomu (穆孝皇后). - Xiaoyi Xiao huanghou (孝懿蕭皇后). Persoonsnaam: Xiao Wenshou (蕭文壽, 343-423), de tweede echtgenote van Liu Qiao (劉翹, postuum keizer Xiaomu, 孝穆皇帝), vader van keizer Wu, de stichter van de Liu Song-dynastie. Zij was daarmee zijn stiefmoeder en ontving van hem postuum de titel keizerin Xiaoyi (孝懿皇后). - Wujìng Zang huanghou (武敬臧皇后). Persoonsnaam: Zang Aiqin (臧愛親, 361-408), echtgenote van keizer Wu, de stichter van de Liu Song-dynastie. Ontving van hem postuum de titel keizerin Wujing (武敬皇后). - Wudi Zhang furen (武帝張夫人). Persoonsnaam: Zhang Que (張闕, †426), concubine van keizer Wu (de stichter van de Liu Song-dynastie) en moeder van keizer Shao (r.422-424), van wie ze in 423 de titel keizerin-weduwe Zhang (張太后) ontving. - Shaodi Sima huanghou (少帝司馬皇后). Persoonsnaam: Sima Maoying (司馬茂英, †439), keizerin van keizer Shao (r.422-424). Haar vader was keizer Gong, de laatste heerser van de Jin-dynastie. Ontving na de moord op haar man uiteindelijk de titel prinses-weduwe Nanfeng (南豐王太妃). - Wudi Hu jieyu (武帝胡婕妤). Persoonsnaam: Hu Dao'an (胡道安, 368-409), concubine van keizer Wu (de stichter van de Liu Song-dynastie) en moeder van keizer Wen (r.424-453), van wie ze postuum de titel keizerin-weduwe Zhang (章皇太后) ontving. - Wenyuan Yuan huanghou (文元袁皇后). Persoonsnaam: Yuan Qigui (袁齊媯, 405-440), in 424 keizerin van keizer Wen (r.424-453), moeder van Liu Shao. Ontving in 440 de titel keizerin Wenyuan (文元皇后). - Wendi Lu shuyuan (文帝路淑媛). Persoonsnaam: Lu Huinan (路惠男, 412-466), concubine van keizer Wen (r.424-453) en moeder van keizer Xiaowu (r.453-464). Zij ontving van hem de eervolle titel keizerin-moeder Chongxian (崇憲太后) en ontving van keizer Ming (r.466-472) postuum de titel keizerin-weduwe Zhao (昭皇太后). - Xiaowu Wenmu Wang huanghou (孝武文穆王皇后). Persoonsnaam: Wang Xianyuan (王憲嫄, 427-464), keizerin van keizer Xiaowu (r.453-464), formeel keizerin Wenmu (文穆皇后, Wenmu huanghou). - Qianfeidì He huanghou (前廢帝何皇后). Persoonsnaam: He Lingwan (何令婉, 445–461), echtgenote van keizer Qianfei (r.464-466), Hij benoemde haar bij zijn troonsbestijging in 464 postuum keizerin Xian (獻皇后, Xian huanghou). - Wendi Shen jieyu (文帝沈婕妤). Persoonsnaam: Shen Rongji (沈容姬, 414–453), was een concubine van keizer Wen (r.424-453) met de rang van jieyu (婕妤) , zij was de moeder van keizer Ming (r.466-472) die haar in 466 de formele titel keizerin-weduwe Xuan (宣太后) gaf. - Ming Gong Wang huanghou (明恭王皇后). Persoonsnaam: Wang Zhenfeng (王貞風, 436-479), keizerin van keizer Ming (r.466-472), formele titel keizerin Gong (恭皇后, Gong huanghou) - Mingdi Chen guifei (明帝陳貴妃). Persoonsnaam: Chen Miaodeng (陳妙登, †?) was een concubine van keizer Ming (r.466-472) met de rang van guifei (貴妃) en moeder van keizer Houfei (r.472-477). - Houfeidi Jiang huanghou (後廢帝江皇后). Persoonsnaam: Jiang Jiangui (江簡珪, †?), keizerin van keizer Houfei (r.472-477). Na de moord op haar echtgenoot werd zij gedegradeerd tot prinses Cangwu (蒼梧王太妃). - Mingdi Chen zhaohua (明帝陳昭華, fl.455-479). Persoonsnaam: Chen Farong (陳法容, †?) was een concubine van keizer Ming (r.466-472) met de rang van zhaohua (昭華) en moeder van keizer Shun (r.477-479). - Shundi Xie huanghou (順帝謝皇后, †?). Persoonsnaam: Xie Fanjing (謝梵境) , keizerin van keizer Shun (r.477-479). |
| 42.  | Liu Muzhi Wang Hong liezhuan (劉穆之 王弘 列傳)                                                       | biografieën van Liu Muzhi en Wang Hong                                     | Bevat: - Liu Muzhi (劉穆之, 360-417), generaal, ondersteunde Liu Yu bij zijn voorbereidingen om de Liu Song-dynastie te vestigen. - Wang Hong (王弘, 379-432), hoge politieke functionaris onder keizer Wu, keizer Shao en met name onder keizer Wen. |
| 43.  | Xu Xianzhi Fu Liang Tan Daoji liezhuan (徐羨之 傅亮 檀道濟 列傳)                                      | biografieën van Xu Xianzhi, Fu Liang en Tan Daoji                          | Bevat: - Xu Xianzhi (徐羨之, 364-426), legerleider, ondersteunde keizer Wu bij de vestiging van zijn dynastie, zette met Fu Liang en Xie Hui keizer Shao af en installeerde keizer Wen. Pleegde in 426 zelfmoord. - Fu Liang (傅亮, 374-426), minister, ondersteunde keizer Wu bij de vestiging van zijn dynastie, zette met Xu Xianzhi en Xie Hui keizer Shao af en werd hoge functionaris onder keizer Wen. Gedood op bevel van keizer Wen. - Tan Daoji (檀道濟, †436), belangrijk legerleider, ondersteunde keizer Wu bij de vestiging van zijn dynastie, maar werd wegens zijn machtige positie onder keizer Wen vermoord. - Xue Tong (薛彤, †?), generaal en naaste vertrouweling van Tan Daoji, werd eveneens vermoord. - Gao Jinzhi (高進之,†436), generaal en naaste vertrouweling van Tan Daoji. |
| 44.  | Xie Hui liezhuan (謝晦 列傳)                                                                          | biografie van Xie Hui                                                      | Xie Hui (謝晦, 390–426), ondersteunde keizer Wu bij de vestiging van zijn dynastie, zette met Xu Xianzhi en Fu Liang keizer Shao af en installeerde keizer Wen. Begon na de moord op Xu Xianzhi en Fu Liang een opstand tegen keizer Wen. Toen die mislukte werd hij gedood. |
| 45.  | Wang Zhen'e, Tan Shao, Xiang Jing, Liu Huaishen, Liu Cui liezhuan (王鎮惡 檀韶 向靖 劉懷慎 劉粹 列傳) | biografieën van Wang Zhen'e, Tan Shao, Xiang Jing, Liu Huaishen en Liu Cui | Bevat: - Wang Zen'e (王鎮惡, 373-418), generaal, ondersteunde Liu Yu bij de vestiging van zijn dynastie. Gedood door Shen Tianzi (沈田子, 383-418, oudoom van Shen Yue). - Wang Kang (王康), jongere broer van Wang Zen'e, generaal, werd na de moord op zijn broer een bondgenoot van Liu Yu - Tan Shao (檀韶, 366-421), generaal, ondersteunde Liu Yu bij de vestiging van zijn dynastie. - Xiang Jing (向靖, 363-421), veranderde later zijn naam in Xiang Mi (向彌) om een taboenaam van zijn voorvader te vermijden. Generaal en belangrijke vertrouweling van Liu Yu bij de vestiging van zijn dynastie. - Liu Huaishen (劉懷慎, 363-423), generaal in dienst van Liu Yu. - Liu Deyuan (劉德願), zoon - Liu Rongzu (劉榮祖, †424), zoon - Liu Huaimo (劉懷默), jongere broer van Liu Huaishen - Liu Sundeng (劉孫登), zoon - Liu Daolong (劉道隆), zoon - Liu Cui (劉粹, 375―427), generaal en bestuurder onder keizer Wu - Liu Daoji (弟道濟), jongere broer en minister |
| 46.  | Zhao Lunzhi liezhuan (趙倫之 列傳)                                                                    | biografie van Zhao Lunzhi                                                  | Bevat: - Zhao Lunzhi (趙倫之, †428), generaal en functionaris, jongere broer van de biologische moeder van keizer Wu (Zhao Anzong, 趙安宗) - Zhao Bofu (趙伯符), zoon, hardvochtige ambtenaar onder keizer Wen - Dao Yanzhi (到彥之 , †433), generaal, ondersteunde keizer Wu - Wang Yi (王懿, 367-438), generaal - Zhang Shao (張邵, †440), vertrouweling van keizer Wu - Zhang Fu (張敷), zoon, functionaris |
| 47.  | Liu Huaisu Meng Huaiyu Liu Jingxuan Tan Zhi liezhuan (趙倫之 孟懷玉 劉敬宣 檀祗 列傳)                 | biografieën van Liu Huaisu, Meng Huaiyu, Liu Jingxuan en Tan Zhi           | Bevat: - Liu Huaisu (劉懷肅, 407), neef (via moederszijde) van Liu Yu en generaal - Liu Daocun (劉懷敬), broer - Meng Huaiyu (孟懷玉, 384-415), generaal - Meng Longfu (孟龍符, 377-409), broer, generaal - Liu Jingxuan (劉敬宣, 371-415), generaal - Tan Zhi (檀祗, 369-419), generaal |
| 48.  | Zhu Lingshi Mao Xiuzhi Fu Hongzhi liezhuan (朱齡石 毛脩之 傅弘之 列傳)                                | biografieën van Zhu Lingshi, Mao Xiuzhi en Fu Hongzhi                      | Bevat: - Zhu Lingshi (朱齡石, 379-418), generaal - Zhu Chaoshi (朱超石, 382-418), jongere broer, generaal - Mao Xiuzhi (毛脩之, 375-446), generaal - Fu Hongzhi (傅弘之, 377-418), generaal |
| 49.  | Sun Chu Kuai En Liu Zhong Yuqiu Jin liezhuan (孫處 蒯恩 劉鍾 虞丘進 列傳)                             | biografieën van Sun Chu, Kuai En, Liu Zhong en Yuqiu Jin                   | Bevat: - Sun Chu (孫處, 359-411), generaal - Kuai En (蒯恩, †?), generaal - Liu Zhong (劉鍾, 377-419), generaal - Yuqiu Jin (虞丘進, 363-422), generaal |
| 50.  | Hu Fan Liu Kangzu Yuan Hongzhi Zhang Xingshi liezhuan (胡藩 劉康祖 垣護之 張興世 列傳)                | biografieën van Hu Fan, Liu Kangzu, Yuan Hongzhi en Zhang Xingshi          | Bevat: - Hu Fan (胡藩, 372-433), generaal - Liu Kangzu (劉康祖, †450), generaal - Yuan Hongzhi (垣護之, 395-464), generaal - Zhang Xingshi (張興世, 420-478), generaal |
| 51.  | zongshi liezhuan (宗室列傳)                                                                           | biografieën van de keizerlijke clan                                        | Bevat biografieën van de jongere (half)broers van keizer Wu en hun nakomelingen: - Liu Daolian (劉道憐, 368-422), middelste broer, prins Jing van Zhangsha (長沙景王, Zhangsha Jing wang) had 6 zonen (waarvan er een werd geadopteerd door Liu Daogui): - Liu Yixin (劉義欣, 404-439), prins Cheng van Zhangsha (長沙成王, Zhangsha Cheng wang), had 10 zonen: - Liu Jin (劉瑾, †453), prins Dao van Changsha (長沙悼王, Zhangsha Dao wang) - Liu Zhi (劉祗, †466) - Liu Kai (劉楷) - Liu Zhan (劉瞻) - Liu Yun (劉韞, †478) - Liu Bi (劉弼) - Liu Jian (劉鑒) - Liu Xie (劉勰) - Liu Hao (劉顥, †476) - Liu Shu (劉述, †477) - Liu Yirong (劉義融, †441), markies Gong van Guiyang (桂阳恭侯, Guiyang Gong hou) - Liu Qian/Ji? (劉覬, †453) - Liu Xi (劉襲, 433-470) - Liu Biao (劉彪) - Liu Yizong (劉義宗, †444), markies Hui van Xinyu (新渝惠侯, Xinyu Hui hou) - Liu Jie (劉玠, †453) - Liu Bing (劉秉, 433-477) - Liu Mo (劉謨) - liu Xia (劉遐, †477) - Liu Yibin (劉義賓, †448), markies Su van Xing'an (兴安肃侯, Xing'an Su hou) - Liu Zong 劉綜, markies Hui van Xing'an (興安惠侯, Xing'an Hui hou) - Liu Yiqi (劉義綦, †455), markies Xi van Yingdao (营道僖侯, Yingdao Xi hou) - Liu Zhangyou (劉長猷) - Liu Daogui (劉道規, 370-412), jongere broer, prins Liewu van Linchuan (臨川烈武王, Linchuan Liewu wang) - Liu Yiqing (劉義慶, 403-444), prins Kang van Linchuan (临川康王, Linchuan Kang wang), zoon van Liu Daolin, geadopteerd door Liu Daogui - Liu Ye (劉燁, †453), prins Ai van Linchuan (臨川哀王, Linchuan Ai wang) - Bijgevoegd (附, fu) Bao Zhao (鮑照, †466), ambtenaar-literaat, begon in dienst bij Liu Yiqing. - Liu Zunkao (劉遵考, 392-473) markies van Yingpu (營浦侯, Yingpu hou), verre verwant? van keizer Wu - Liu Chengzhi (劉澄之), overleefde de moordpartij van Xiao Daocheng in 479 - Liu Juanzi (劉琨之), vermoord door Liu Dan omdat hij weigerde aan zijn opstand deel te nemen |
| 52.  | Yu Yue Wang Dan Xie Jingren Yuan Zhan Chu Shudu liezhuan (庾悅 王誕 謝景仁 袁湛 褚叔度 列傳)          | biografieën van Yu Yue, Wang Dan, Xie Jingren, Yuan Zhan en Chu Shudu      | Bevat: - Yu Yue (庾悅, 373-411), nam met Liu Yu deel aan de Noordelijke Expeditie - Wang Dan (王誕, 375-413), ondersteunde Liu Yu - Xie Jingren (謝景仁, 370-416), minister tijdens de Oostelijke Jin-dynastie - Xie Chun (謝純), ambtenaar, jongere (tweede) broer van Xie Jingren - Xie Shu (謝述, 390-435), jongere (vierde) broer van Xie Jingren - Yuan Zhan (袁湛, 379-418), minister tijdens de Oostelijke Jin-dynastie - Yuan Bao (袁豹, 373-413), broer Yuan Zhan - Chu Shudu (褚叔度, 378-424) - Chu Xiuzhi (褚秀之), oudste broer Chu Shudu - Chu Danzhi 褚淡之, tweede broer Chu Shudu |
| 53.  | Zhang Maodu Yu Dengzhi Xie Fangming Jiang Yi liezhuan (張茂度 庾登之 謝方明 江夷 列傳)                | biografieën van Zhang Maodu, Yu Dengzhi, Xie Fangming en Jiang Yi          | Bevat: - Zhang Maodu (張茂度, 376-442) - Zhang Yong (張永, 410-475), derde zoon Zhang Maodi, generaal - Yu Dengzhi (庾登之, 382-443), ambtenaar - Xie Fangming (謝方明, 380-426), ambtenaar - Jiang Yi (江夷), minister |
| 54.  | Kong Jing Yang Xuanbao Shen Tanqing liezhuan (孔靖 羊玄保 沈曇慶 列傳)                                | biografieën van Kong Jing, Yang Xuanbao en Shen Tanqing                    | Bevat: - Kong Jing (孔靖, 347-422), ambtenaar - Yang Xuanbao (羊玄保, 371-464) - Shen Tanqing (沈曇慶, 403-459) |
| 55.  | Zang Dao Xu Guang Fu Long liezhuan (臧燾 徐廣 傅隆 列傳)                                              | biografieën van Zang Dao, Xu Guang en Fu Long                              | Bevat: - Zang Dao (臧燾, 353-422), minister - Xu Guang (徐廣, 352-425), minister - Fu Long (傅隆, 369-451), legerleider en ambtenaar |
| 56.  | Xie Zhan Kong Linzhi liezhuan (謝瞻 孔琳之 列傳)                                                      | biografieën van Xie Zhan en Kong Linzhi                                    | Bevat: - Xie Zhan (謝瞻, 385-421), ambtenaar en dichter - Kong Linzhi (孔琳之, 369-423), geleerde - Kong Daocun (孔道存), kleinzoon Kong Linzhi |
| 57.  | Cai Kuo liezhuan (蔡廓 列傳)                                                                          | biografie van Cai Kuo                                                      | Bevat: - Cai Kuo (蔡廓, 379-426), minister en literaat - Cai Xingzong (蔡興宗, 415-472), zoon van Cai Kuo, minister |
| 58.  | Wang Hui Xie Hongwei Wang Qiu liezhuan (王惠 謝弘微 王球 列傳)                                        | biografieën van Wang Hui, Xie Hongwei en Wang Qiu                          | Bevat: - Wang Hui (王惠, 385-426), minister - Xie Hongwei (謝弘微, 392-433), minister - Wang Qiu (王球, 393-441), minister |
| 59.  | Yin Chun Zhang Chang He Yan Jiang Zhiyuan liezhuan (殷淳 張暢 何偃 江智淵 列傳)                       | biografieën van Yin Chun, Zhang Chang, He Yan en Jiang Zhiyuan             | Bevat: - Yin Chun (殷淳, 403-434), bibliograaf en ambtenaar - Yin Fu (殷孚), zoon Yin Chun, ambtenaar - Yin Chong (殷衝), jongere broer Yin Chun, ambtenaar - Yin Dan (殷淡), jongere broer van Yin Chong, ambtenaar - Zhang Chang (張暢, 408-457), minister - He Yan (何偃, 413-458), ambtenaar - Jiang Zhiyuan (江智淵, 418-463), minister |
| 60.  | Fan Tai Wang Zhunzhi Wang Shaozi Xun Bozi liezhuan (范泰 王准之 王韶之 荀伯子 列傳)                   | biografieën van Fan Tai, Wang Zhunzhi, Wang Shaozi en Xun Bozi             | Bevat: - Fan Tai (范泰, 355-428), politicus en schrijver - Wang Zhunzhi (王准之, 378-433), ambtenaar - Wang Shaozhi (王韶之, 380-435), schrijver, historicus en dichter - Xun Bozi (荀伯子, 378-438), minister en historicus |
| 61.  | Wu sanwang liezhuan (武三王 列傳)                                                                     | biografieën van drie prinsen van Wu                                        | Genoemd worden drie (van de zeven) zonen van keizer Wu (zie ook: juan 68 voor nog twee zonen van keizer Wu): - Liu Yizhen (劉義真, 407–424), prins Xiaoxian van Luling (廬陵孝獻王, Luling Xiaoxian wang), tweede zoon - Liu Yigong (劉義恭, 413–465), prins Wenxian van Jiangxia (江夏文獻王, Jiangxia Wenxian wang), vijfde zoon - Liu Yiji (劉義季, 415–447), prins Wen van Hengyang (衡陽文王, Hengyang Wen wang), zevende zoon |
| 62.  | Yang Xin Zhang Fu Wang Wei liezhuan (羊欣 張敷 王微 列傳)                                             | biografieën van Yang Xin, Zhang Fu en Wang Wei                             | Bevat: - Yang Xin (羊欣, 359～432), minister en kalligraaf - Zhang Fu (張敷), ambtenaar - Wang Wei (王微, 414-453), schilder |
| 63.  | Wang Hua Wang Tanshou Yin Jingren Shen Yanzhi liezhuan (王華 王曇首 殷景仁 沈演之 列傳)               | biografieën van Wang Hua, Wang Tanshou, Yin Jingren en Shen Yanzhi         | Bevat: - Wang Hua (王華, 385-427), generaal - Wang Tanshou (王曇首, 394-430), literaat - Jin Yingren (殷景仁, 390-441), minister en literaat - Shen Yanzhi (沈演之, 397-449), generaal en minister |
| 64.  | Zheng Xianzhi Pei Songzhi He Chengtian liezhuan (鄭鮮之 裴松之 何承天 列傳)                           | biografieën van Zheng Xianzhi, Pei Songzhi en He Chengtian                 | Bevat: - Zheng Xianzhi (鄭鮮之, 364-427), minister - Pei Songzhi (裴松之, 372-451), ambtenaar en historicus - He Chengtian (何承天, 370-447), astronoom |
| 65.  | Ji Han Liu Daochan Du Ji Shen Tian liezhuan (吉翰 劉道產 杜驥 申恬 列傳)                              | biografieën van Ji Han, Liu Daochan, Du Ji en Shen Tian                    | Bevat: - Ji Han (吉翰, 372-431), minister - Liu Daochan (劉道產, †442), generaal en bestuurder - Du Ji (杜驥, 387-450), minister - Shen Tian (申恬, 388-456), ambtenaar |
| 66.  | Wang Jinghong He Shangzhi liezhuan (王敬弘 何尚之 列傳)                                               | biografieën van Wang Jinghong en He Shangzhi                               | Bevat: - Wang Jinghong (王敬弘, 360-447), minister - He Shangzhi (何尚之, 382-460), minister |
| 67.  | Xie Lingyun liezhuan (謝靈運 列傳)                                                                    | biografie van Xie Lingyun                                                  | Xie Lingyun (謝靈運, 385-433), boeddhistisch dichter. Dit hoofdstuk is niet zozeer een biografie, maar eerder een historisch overzicht van de Chinese literatuu, waarbij Shen Yue ook zijn eigen literatuuropvattingen weergeeft. |
| 68.  | Wu erwang liezhuan (武二王 列傳)                                                                      | biografieën van twee prinsen van Wu                                        | Genoemd worden twee (van de zeven) zonen van keizer Wu (zie ook: juan 61 voor nog drie zonen van keizer Wu): - Liu Yikang (劉義康, 409–451), prins van Pengcheng (彭城王, Pengcheng wang), vierde zoon - Liu Yixuan (劉義宣, 415–454), prins van Nanjun (南郡王, Nanjun wang), zesde zoon |
| 69.  | Liu Zhan Fan Ye liezhuan (劉湛 范曄 列傳)                                                             | biografieën van Liu Zhan en Fan Ye                                         | Bevat: - Liu Zhan (劉湛, †440), ambtenaar - Liu An (劉黯), zoon, ambtenaar - Fan Ye (范曄, 398-445), historicus, literaat, ambtenaar en samensteller van het Boek van de Late Han |
| 70.  | Yuan Shu liezhuan (袁淑 列傳)                                                                         | biografie van Yuan Shu                                                     | Yuan Shu (袁淑, 408-453), minister |
| 71.  | Xu Zhanzhi Jiang Zhan Wang Sengchuo liezhuan (徐湛之 江湛 王僧綽 列傳)                                | biografieën van Xu Zhanzhi, Jiang Zhan en Wang Sengchuo                    | Bevat: - Xu Zhanzhi (徐湛之, 410-453), minister - Jiang Zhan (江湛, 407-453), minister - Wang Sengchuo (王僧綽, 423-453), minister |
| 72.  | Wen jiuwang liezhuan (文九王 列傳)                                                                    | biografieën van negen prinsen van Wen                                      | Genoemd worden negen (van de 19) zonen van keizer Wen (zie ook: juan 79 voor nog vijf en juan 99 voor nog twee zonen van keizer Wen): - Liu Shuo (劉鑠, 431–453), prins Mu van Nanping (南平穆王, Nanping Mu wang), vierde zoon - Liu Hong (劉宏, 434–458), prins Xuanjian van Jianping (建平宣簡王, Jianping Xuanjian wang), zevende zoon - Liu Chang (劉昶, 436–497), prins van Yiyang (義陽王. Yiyang wang), negende zoon - Liu Xiuren (劉休仁, 443–471), prins van Jian'an (建安王, Jian'an wang), twaalfde zoon - Liu Xiuyou (劉休佑, 445–471), prins La van Jinping (晉平剌王. Jinping La wang), dertiende zoon - Liu Xiuye (劉休業, 445–456), prins Ai van Poyang (鄱陽哀王. Poyang Ai wang), vijftiende zoon - Liu Xiuqian (劉休倩, 446–454), prins Chong van Linqing (臨慶衝王, Linqing Chong wang), zestiende zoon - Liu Yifu (劉夷父, 447–452), prins Huai van Xinye (新野懷王, Xinye Huai wang), zeventiende zoon - Liu Xiuruo (劉休若, 448–471), prins Ai van Baling (巴陵哀王, Baling Ai wang), negentiende zoon |
| 73.  | Yan Yanzhi liezhuan (顏延之 列傳)                                                                     | biografie van Yan Yanzhi                                                   | Yan Yanzhi (顏延之, 384-456), leidende literaat |
| 74.  | Zang Zhi Lu Shuang Shen Youzhi liezhuan (臧質 魯爽 沈攸之 列傳)                                       | biografieën van Zang Zhi, Lu Shuang en Shen Youzhi                         | Bevat: - Zang Zhi (臧質, 400-454), generaal - Lu Shuang (魯爽, †454), generaal - Shen Youzhi (沈攸之, †478), generaal |
| 75.  | Wang Sengda Yan Jun liezhuan (王僧達 顏竣 列傳)                                                       | biografieën van Wang Sengda en Yan Jun                                     | Bevat: - Wang Sengda (王僧達, 423-458), literaat en minister - Yan Jun (顏竣, †459), minister |
| 76.  | Zhu Xiuzhi Zong Que Wang Xuanmo liezhuan (朱脩之 宗愨 王玄謨 列傳)                                    | biografieën van Zhu Xiuzhi, Zong Que en Wang Xuanmo                        | Bevat: - Zhu Xiuzhi (朱脩之, †464), minister - Zong Que (宗慤, †465), generaal - Wang Xuanmo (王玄謨, 388-468), generaal |
| 77.  | Liu Yuanjing Yan Shibo Shen Qingzhi liezhuan (柳元景 顏師伯 沈慶之 列傳)                              | biografieën van Liu Yuanjing, Yan Shibo en Shen Qingzhi                    | Bevat: - Liu Yuanjing (柳元景, 406-465), generaal - Yan Shibo (顏師伯, 419-465), generaal - Shen Qingzhi (沈慶之, 386-465), generaal |
| 78.  | Xiao Sihua Liu Yansun liezhuan (蕭思話 劉延孫 列傳)                                                   | biografieën van Xiao Sihua en Liu Yansun                                   | Bevat: - Xiao Sihua (蕭思話, 400-455), ambtenaar - Liu Yansun (劉延孫, 411-462), minister |
| 79.  | Wen wuwang liezhuan (文五王 列傳)                                                                     | biografieën van vijf prinsen van Wen                                       | Genoemd worden vijf (van de 19) zonen van keizer Wen (zie ook: juan 72 voor nog negen en juan 99 voor nog twee zonen van keizer Wen): - Liu Dan (劉誕, 433–459), prins van Jingling (竟陵王, Jingling wang), zesde zoon - Liu Hui (劉褘, 436–470), prins van Lujiang (廬江王, Lujiang wang), achtste zoon - Liu Hun (劉渾, 439–455), markies van Wuchang (武昌侯, Wuchang hou), tiende zoon - Liu Xiumao (劉休茂, 445–461), prins van Hailing (海陵王, Hailing wang), veertiende zoon - Liu Xiufan (劉休範, 448–474), prins van Guiyang (桂陽王, Guiyang wang), achttiende zoon |
| 80.  | Xiaowu shisi Wang liezhuan (孝武十四王 列傳)                                                          | biografieën van veertien prinsen van Xiaowu                                | Genoemd worden veertien (van de 28) zonen van keizer Xiaowu. Een groot aantal van hen is op zeer jonge leeftijd in 466 omgebracht op bevel van keizer Ming: - Liu Zishang (劉子尚, 451–466), prins van Yuzhang (豫章王, Yuzhang wang), tweede zoon - Liu Zixun (劉子勳, 456–466), prins van Jin'an (晉安王, Jin'an wang), derde zoon - Liu Zifang (劉子房, 456–466), markies van Songzi (松滋侯, Songzi hou), zesde zoon - Liu Zixu (劉子頊, 456–466), prins van Linhai (臨海王, Linhai wang), zevende zoon - Liu Ziluan (劉子鸞, 456–465), prins Xiaojing van Shiping (始平孝敬王, Shiping Xiaojing wang), achtste zoon - Liu Ziren (劉子仁, 457–466), prins van Yongjia (永嘉王, Yongjia wang), negende zoon - Liu Zizhen (劉子真, 457–466), prins van Shi'an (始安王, Shi'an wang), elfde zoon - Liu Ziyuan (劉子元, 458–466), prins van Shaoling (邵陵王, Shaoling wang), dertiende zoon - Liu Ziyu (劉子羽, 458–459), prins van Qijing (齊敬王, Qijing wang ), veertiende zoon - Liu Zimeng (劉子孟, 459–466), prins van Huainan (淮南王, Huainan wang), zestiende zoon - Liu Ziyun (劉子云, 459–462), prins Xiao van Jinling (晉陵孝王Jinling Xiao wang), negentiende zoon - Liu Zishi (劉子師, 460–465), prins Ai van Nanhai (南海哀王, Nanhai Ai wang), 22e zoon - Liu Zixiao (劉子霄, 461–464), prins Si van Huaiyang (淮陽思王, Huaiyang Si wang), 23e zoon |
| 81.  | Liu Xiuzhi Gu Chen Gu Jizhi liezhuan (劉秀之 顧琛 顧覬之 列傳)                                        | biografieën van Liu Xiuzhi, Gu Chen en Gu Jizhi                            | Bevat: - Liu Xiuzhi (劉秀之, 396-464), ambtenaar en generaal - Gu Chen (顧琛, 388-475), ambtenaar - Gu Jizhi (顧覬之, 392-467), minister |
| 82.  | Zhou Lang Shen Huaiwen liezhuan (周朗 沈懷文 列傳)                                                    | biografieën van Zhou Lang en Shen Huaiwen                                  | Bevat: - Zhou Lang (周朗, 425-460), generaal en ambtenaar - Shen Huaiwen (沈懷文, 409-462), minister |
| 83.  | Zong Yue Wu Xi Huang Hui liezhuan (宗越 吳喜 黃回 列傳)                                               | biografieën van Zong Yue, Wu Xi en Huang Hui                               | Bevat: - Zong Yue (宗越), generaal - Wu Nian (務念) - Jiao Changsheng (佼長生) - Cai Na (蔡那, †472), generaal - Cao Xinzhi (曹欣之), militair leider - Wu Xi (吳喜, 427-471), generaal - Huang Hui (黃回, 427-478), generaal |
| 84.  | Deng Wan Yuan Yi Kong Ji liezhuan (鄧琬 袁顗 孔覬 列傳)                                               | biografieën van Deng Wan, Yuan Yi en Kong Ji                               | Bevat: - Deng Wan (鄧琬, 407-466), generaal - Yuan Yi (袁顗, 420-466), minister - Kong Ji (孔覬, 416年－466), minister |
| 85.  | Xie Zhuang Wang Jingwen liezhuan (謝莊 王景文 列傳)                                                   | biografieën van Xie Zhuang en Wang Jingwen                                 | Bevat: - Xie Zhuang (謝莊, 421-466), minister en literaat - Wang Jingwen (王景文, 413-472), ambtenaar |
| 86.  | Yin Xiaozu Liu Mian liezhuan (殷孝祖 劉勔 列傳)                                                       | biografieën van Yin Xiaozu en Liu Mian                                     | Bevat: - Yin Xiaozu (殷孝祖, 415-466), generaal - Liu Mian (劉勔, 418-474), generaal en minister |
| 87.  | Xiao Huikai Yin Yan liezhuan (蕭惠開 殷琰 列傳)                                                       | biografieën van Xiao Huikai en Yin Yan                                     | Bevat: - Xiao Huikai (蕭惠開, 423-471), bestuurder - Yin Yan (殷琰, 415-473), legercommandant |
| 88.  | Xue Andou Shen Wenxiu Cui Daogu liezhuan (薛安都 沈文秀 列傳)                                         | biografieën van Xue Andou, Shen Wenxiu en Cui Daogu                        | Bevat: - Xue Andou (薛安都, 408 of 409 of 410-469), generaal - Shen Wenxiu (沈文秀, 425-486), generaal - Cui Daogu (崔道固), generaal |
| 89.  | Yuan Can liezhuan (袁粲 列傳)                                                                         | biografie van Yuan Can                                                     | Yuan Can (袁粲, 420-477), oorspronkelijke naam Min Sun (愍孫), politicus |
| 90.  | Ming siwang liezhuan (明四王 列傳)                                                                    | biografieën van vier prinsen van Ming                                      | Genoemd worden vier (van de twaalf) zonen van keizer Ming. Alle op dat moment nog levende zonen zijn in 479 op zeer jeugdige leeftijd omgebracht door Xiao Daocheng, stichter van de Zuidelijke Qi-dynastie: - Liu You (劉友, 470–479), prins Shang van Shaoling (邵陵殤王, Shaoling Shang wang), 7e zoon - Liu Hui (劉翽, 471–479), prins van Suiyang (隨陽王, Suiyang wang), 10e zoon - Liu Song (劉嵩, 471–479), prins van Xinxing (新興王, Xinxing wang), 11e zoon - Liu Xi (劉禧, 471–479,) prins van Shijian (始建王, Shijian wang), 12e zoon |
| 91.  | xiao Yi liezhuan (孝義 列傳)                                                                          | biografieën van kinderlijk gehoorzamen                                     | Bevat: - Gong Ying (龔穎) - Liu Yu (劉瑜) - Jia En (賈恩) - Guo Shidao (郭世道) - Yan Shiqi (嚴世期) - Wu Kui (吳逵) - Pan Zong (潘綜) - Zhang Jinzhi (張進之) - Wang Peng (王彭) - Jiang Gong (蔣恭) - Xu Geng (徐耕) - Sun Fazong (孫法宗) - Fan Shusun (范叔孫) - Bu Tianyu (卜天與 - Xu Zhaoxian (許昭先 - Yu Qimin (余齊民) - Sun Ji (孫棘) - He Ziping (何子平) |
| 92.  | liangli liezhuan (良吏 列傳)                                                                          | biografieën van oprechte beambten                                          | Bevat: - Wang Zhenzhi (王鎮之, 357—422) - Du Huidu (杜慧度, 374-423) - Du Yuan (杜瑗, 327-410), vader van Du Huidu - Du Hongwen (杜弘文, †427), zoon van Du Huidu - Xu Huo (徐豁) - Lu Hui (陸徽, 391-452) - Ruan Zhangzhi (阮長之, 379—437) - Jiang Bingzhi (江秉之, 381-440) |
| 93.  | yinyi liezhuan (隱逸 列傳)                                                                            | biografieën van geleerden die als kluizenaar in afzondering leefden        | Bevat: - Dai Yong (戴顒, 377-441) - Dai Bo (戴勃), broer van Dai Yong - Zong Bing (宗炳, 375-443) - Zhou Xuzhi (周續之, 377-423) - Wang Hongzhi (王弘之) - Ruan Wanling (阮萬齡, 377—448) - Kong Chunzhi (孔淳之, 372-430) - Liu Ningzhi (劉凝之, 400-458) - Gong Qi (龔祈) - Zhai Faci (翟法賜) - Tao Yuanming (陶淵明, 365—427), ook wel: Tao Qian (陶潛), dichter - Zong Yuzi (宗彧之) - Shen Daoqian (沈道虔) - Guo Xilin (郭希林) - Lei Cizong (雷次宗, 386-448) - Zhu Bainian (朱百年, †454) - Yao Yin (姚吟) - Wang Su (王素, 417-471) - Guan Kangzhi (關康之, 415-477) |
| 94.  | enxing liezhuan (恩倖 列傳)                                                                           | biografieën van keizerlijke gunstelingen                                   | Bevat: - Dai Faxing (戴法興, 414-465), adviseur van keizer Xiaowu - Chao Shangzhi (巢尚之, †471), minister - Dai Mingbao (戴明寶) - Xu Yuan (徐爰, 394-475), minister, historicus en literaat - Ruan Dianfu (阮佃夫, 427-477), minister, steunde een opstand en werd terechtgesteld - Meng Ciyang (孟次陽) - Zhu You (朱幼, 433—†?) - Wang Daolong (王道隆, †474), minister - Yang Yunzhang (楊運長), begunstigd door keizer Ming (Liu Yu) |
| 95.  | suolu (索虜)                                                                                          | de lafhartigen met haarvlechten                                            | Denigrerende benaming voor de Noordelijke Dynastieën. Bevat: - Suolu (索虜), de Noordelijke Dynastieën (Suolu was een denigrerende naam voor de Noordelijke Dynastieën van de Zuidelijke tot de Noordelijke Dynastieën. Suo verwijst naar vlechten. In de oudheid hadden veel noordelijke volkeren vlechten, vandaar de naam) - De volgende legerleiders - Zhu Kui (竺夔) - Mao Dezu (毛德祖, 365-429) - Yang Zan (陽瓚) - Yin Chong (尹沖) - Chen Xian (陳憲) |
| 96.  | Xianbei Tuyuhun (鮮卑吐谷渾)                                                                          | Xianbei en Tuyuhun                                                         | Bevat: - Xianbei - Tuyuhun |
| 97.  | Yi Man (夷蠻)                                                                                         | Yi en Man                                                                  | Bevat: - Nanyi (南夷, zuidelijke Yi), volkeren in het huidige Vietnam - Xinan Yi (西南夷, zuidwestelijke Yi), volkeren in het huidige Yunnan, Guizhou en het zuidwesten van Sichuan - Dongyi (東夷, oostelijke Yi), volkeren op het Koreaans schiereiland en in Japan - Man (蠻) |
| 98.  | Dihu (氐胡)                                                                                           | Dihu (barbaren)                                                            | Bevat: - Di (氐) - Hu (胡), ook: Huzu (胡族, "Hu stammen") |
| 99.  | er xiong liezhuan (二凶 列傳)                                                                         | biografieën van de twee verschrikkingen                                    | Twee zonen van keizer Wen die waren betrokken bij de moord op hun vader (zie ook: juan 72 voor nog negen en juan 79 voor nog vijf zonen van keizer Wen): - Liu Shao (劉劭, 424-453), bijnaam: Shao de fundamentele verschrikking (yuan xiong Shao, 元兇劭), oudste zoon van keizer Wen, hij vermoordde zijn vader in 453 bij een poging de macht over te nemen. Was keizer maart-mei 453, werd daarna terechtgesteld. - Liu Jun (劉浚, 429–453), prins Shixing (始興王, Shixing wang), tweede zoon van keizer Wen, steunde in 453 de machtsovername door zijn oudere broer en werd met hem terechtgesteld |
| 100. | zixu (自序)                                                                                           | eigen nawoord                                                              | Nawoord (xu) door en autobiografie van Shen Yuan, samensteller van Songshu. Bevat zijn familiegeschiedenis. |

## Chinese tekst

### Tekst in klassiek Chinees
- 沈約, 《宋書》(100卷), 北京 (中華書局), 1973 (Shen Yue, Songshu (100 juan), Beijing (Zhonghua shu ju), 1973), 4 delen, 2471 pp.

Herdrukt 1999, ISBN 9787101021288. De Zhonghua-uitgave van de Vierentwintig Geschiedenissen is de meest gebruikte uitgave. De teksten zijn voorzien van leestekens, ingedeeld in paragrafen en geschreven in traditionele karakters. De Zhonghua-uitgave is ook digitaal beschikbaar via het project Scripta Sinica. Zie hiervoor de externe links.

### Vertaling in hetbaihuawen
- 丁福林, 《宋書校譯》, 上海 (上海古籍出版社) 2002, (Ding Fulin, Song shu jiaoyi, Shanghai (Shanghai guji chubanshe) 2002), ISBN 9787532531172, 414 pp.
  - Vertaling en commentaar. Het werk is uitgegeven in vereenvoudigde Chinese karakters.

## Geraadpleegde literatuur
- (en)  Chittick, Andrew, Song shu in: Chennault, Cynthia L. e.a. (eds.), Early Medieval Chinese Texts. A Bibliographical Guide, Berkeley (Institute of East Asian Studies) 2015, (China Research Monograph 71), ISBN 978-9-00419-240-9, pp. 320–323.
- (en)  Knechtges, David R., Song shu in: Knechtges, David R. en Chang Taiping (red.), Ancient and Early Medieval Literature. A Reference Guide (Handbuch der Orientalistik; 4. Abt., China; vol.25/2), Leiden (Brill) 2014, deel II, ISBN 978-90-04-19240-9, pp. 1003 –1006.
- (en)  Mather, Richard B. The Poet Shen Yüeh (441–513). The Reticent Marquis, Princeton NJ (Princeton University Press) 1988, ISBN 978-06-91-06734-6, hoofdstuk 4 "The Historian", pp. 26-36.